# Tell Hammeh
Le tell Hammeh (arabe : تـل حـمـه) est un tell à l'est du Jourdain, en Jordanie, situé près de la rivière Zarqa, à l'endroit où celle-ci quitte les montagnes pour arriver dans la vallée du Jourdain. Ce tell, daté de -930, a révélé les vestiges des plus anciens bas fourneaux actuellement connus.

## Fouilles
Les fouilles effectuées à Hammeh s'intègrent dans le 'Deir cAlla Regional project, un projet de recherche commun entre l'université jordanienne de Yarmouk à Irbid et Université de Leyde, aux Pays-Bas, en collaboration avec le Ministère Jordanien des Antiquités.
La principale originalité du site résidait dans la présence de restes liés à la production de fer, avec la présence de grandes quantités de laitier, de matériaux réfractaires, de vestiges de fours,… Ces restes ont été datés, au carbone 14, vers -930.
Les travaux sur site ont eu lieu en 1996, 1997 et 2000, après qu'un argriculteur ait légèrement endommagé le site pour le rendre arable. Les deux premières saisons de fouilles ont été dirigées par Dr E.J. van der Steen, la troisième par Dr H.A. Veldhuijzen. Une quatrième campagne, planifiée en 2003, a été annulée à cause de la Guerre d'Irak. Au printemps 2009, le tell a été sondé au moyen d'un radar à pénétration de sol et magnétométrie.

## Chronologie constatée et production de fer
Plusieurs périodes d'occupation ont été distinguées à Hammeh. Du lit rocheux vers le haut, on y a trouvé des restes du Chalcolithique (de -4500 à -3000), du début de l'âge du bronze (de -3000 à -2000), des strates plus significatives de la fin de l'âge du bronze (de -1600 à -1150), jusqu'au moment où la production de fer a commencé.
Les restes les plus anciens s'inscrivent dans un contexte plus large d'industrie métallurgique : le tell Bet Shemesh en Israel, daté de -900, est un site de production de fer de la même époque et témoignant d'échanges techniques intenses.
Au moment de la transition vers la production de fer, les dépendances domestiques disparaissent (dans les zones fouillées) et sont recouvertes, sans rupture notable, par une strate bien définie correspondant à la production de fer. Cette strate est elle-même très complexe, peut-être à cause d'une activité essentiellement saisonnière. On y trouve de grande quantité de laitier, la plupart venant de la réduction du fer dans un bas fourneau. Un peu de laitier issu d'un forgeage primaire, c'est-à-dire le travail de la loupe, a été aussi trouvé. De nombreux fragments de tuyères ont été trouvés, dont la vitrification renseigne sur les températures atteintes. Malgré le fait que « les traces de fourneaux restent très discutables », le tell Hammeh reste « le site le plus convaincant » sur l'existence de bas fourneaux antérieurs au Ier millénaire av. J.-C.
Le site présente, en effet, de nombreux avantages pour le travail du minerai de fer :
- l'eau y était disponible. En arabe, le mot « hammeh » signifie « source chaude ». L'eau, issue des sources ou de la rivière Zarqa, était nécessaire pour la construction des fours (en argile) ainsi que pour les traitements thermiques ;
- le minerai était extrait à environ 2,5 km au Nord-Est du site, dans le gisement de Mugharet al-Warda (grotte des roses) ;
- l'argile, issue des marnes présentes dans le secteur, était utilisée dans la construction des fours et des tuyères ;
- le vent, notamment celui d'Est, le Sharqiya favorisait le soufflage comme le tirage des fours.

Enfin, Hammeh est proche de nombreux autres sites importants, comme le tell Deir 'Alla, le tell as-Sa'idiyeh, le tell Mazar, le tell Abu Kharaz et celui de Pella. 
Presque immédiatement après l'arrêt de la production de fer, le site fut abandonné. D'après les poteries collectées sur le site, on suppose que la production s'est arrêtée vers -750.